# Институт космических исследований природных ресурсов Азербайджана
Институт космических исследований природных ресурсов — научный институт Национальной академии наук Азербайджана. Создан в 1978 году.

## Деятельность
- Определение параметров природных и техногенных объектов по радиационным характеристикам.
- Технические средства дистанционного зондирования и информационно-измерительные системы.
- Создание системы комплексного мониторинга окружающей среды Азербайджана на основе аэрокосмической науки и технологий.
- Способы обработки аэрокосмической информации и ГИС технологий.

## Достижения
- Карта растительного покрова и землепользования территории Азербайджана по данным Ландсат 5ТМ
- Программно-технический комплекс для приема, регистрации и обработки метеорологической информации с космических аппаратов типа NOAA, Метеор.
- Аппаратура для изучения источников рентгеновского излучения (PC-17 Пульсар X-1) на орбитальных станциях «Салют» и «Мир»
- Гидролокатор для исследования морского дна
- Обеспечение подспутниковых измерений и обработки результатов экспериментов
- Система сейсморазведки для прогнозирования землетрясений